# Soyuz TMA-05M
Soyuz TMA-05M fue el vuelo n.º 115 de la nave Soyuz, desde su lanzamiento inicial en 1967, y el quinto lanzamiento desde la mejora de la serie Soyuz TMA-M, fue lanzado el 14 de julio de 2012, transportaba a tres miembros de la Expedición 32 a la Estación Espacial Internacional (ISS), la Soyuz permaneció acoplado a la ISS durante la misión, para servir como vehículo de escape de emergencia. El lanzamiento coincidió con el 37 aniversario del Proyecto de pruebas Apolo-Soyuz. La Soyuz TMA-05M regresó en forma exitosa a la Tierra el 18 de noviembre de 2012.
El capitán de la nave fue la astronauta de Estados Unidos Sunita L. Williams, junto con el comandante ruso, Yuri Malenchenko y el ingeniero de vuelo Akihiko Hoshide de la Agencia de Exploración Aeroespacial de Japón, la misión duró 127 días, durante la expedición, Williams y Hoshide realizaron tres caminatas espaciales para reemplazar un componente que potencia relés en los paneles solares de la estación espacial, y reparar una fuga de amoníaco en un radiador de la estación. Con 50 horas y 40 minutos, Williams, tiene el récord de tiempo total acumulado en paseos espaciales, como astronauta femenina. Además, Williams ha pasado un total de 322 días en el espacio en dos misiones.